# Maggie Coles-Lyster
Maggie Coles-Lyster (Maple Ridge, 12 febbraio 1999) è una pistard, ciclista su strada e ciclocrossista canadese che corre per il team Human Powered Health. È attiva in formazioni UCI dal 2020, e ha partecipato ai Giochi olimpici di Parigi 2024.

## Palmarès

### Pista
- 2016 (Juniores)

Campionati canadesi, Velocità a squadre Junior (con Erin Attwell)
Campionati canadesi, Inseguimento individuale Junior
Campionati canadesi, Corsa a punti Junior
Campionati canadesi, Velocità Junior
Campionati canadesi, Keirin Junior
Campionati canadesi, Scratch Junior
- 2017 (Juniores)

Campionati del mondo, Corsa a punti Junior
- 2019

US Sprint Grand Prix, Scratch
- 2021

1ª prova Champions League, Scratch (Palma di Maiorca)
Campionati canadesi, Inseguimento a squadre (con Erin Attwell, Devaney Collier e Annie Scott)
- 2022

Campionati canadesi, Omnium

### Strada
- 2022 (DNA Pro Cycling, due vittorie)

4ª tappa Joe Martin Stage Race (Fayetteville > Fayetteville)
Campionati canadesi, Prova in linea

#### Altri successi
- 2021 (DNA Pro Cycling)

Classifica giovani Joe Martin Stage Race

## Piazzamenti

### Grandi giri
- Giro d'Italia

2023: non partita (5ª tappa)
- Giro d'Italia

2024: ritirata (4ª tappa)
- Vuelta a España

2024: 96ª

### Competizioni mondiali
- Campionati del mondo su pista

Aigle 2016 - Inseguimento a squadre Junior: 4ª
Aigle 2016 - Omnium Junior: 3ª
Montichiari 2017 - Inseguimento a squadre Junior: 5ª
Montichiari 2017 - Omnium Junior: 2ª
Montichiari 2017 - Americana Junior: 7ª
Montichiari 2017 - Corsa a punti Junior: vincitrice
Roubaix 2021 - Scratch: 4ª
Roubaix 2021 - Inseguimento a squadre: 4ª
Roubaix 2021 - Corsa a punti: 12ª
St. Quentin-en-Yvelines 2022 - Scratch: 9ª
St. Quentin-en-Yvelines 2022 - Inseg. a squadre: 7ª
St. Quentin-en-Yvelines 2022 - Omnium: 4ª
St. Quentin-en-Yvelines 2022 - Americana: 12ª
St. Quentin-en-Yvelines 2022 - Corsa a punti: 12ª
Glasgow 2023 - Inseg. a squadre: 8ª
Glasgow 2023 - Inseg. individuale: 7ª
Glasgow 2023 - Scratch: 8ª
Glasgow 2023 - Omnium: 15ª
- Campionati del mondo su strada

Doha 2016 - In linea Junior: 14ª
Bergen 2017 - In linea Junior: 70ª
Glasgow 2023 - In linea Elite: 63ª
- Campionati del mondo di ciclocross

Heusden-Zolder 2016 - Under-23: 41ª
- Giochi olimpici

Parigi 2024 - Inseguimento a squadre: 8ª
Parigi 2024 - Americana: ritirata
Parigi 2024 - Omnium: 9ª

### Competizioni continentali
- Campionati panamericani su pista

Aguascalientes 2018 - Inseguimento a squadre: 3ª
Aguascalientes 2018 - Corsa a punti: 4ª
Lima 2021 - Scratch: 4ª
Lima 2021 - Corsa a punti: 2ª
Lima 2021 - 500 metri a cronometro: 9ª
Lima 2021 - Omnium: 2ª
Lima 2021 - Corsa a eliminazione: 2ª
- Giochi panamericani

Lima 2019 - Inseguimento a squadre: 2ª
Lima 2019 - Americana: 2ª
Lima 2019 - Omnium: 7ª
Lima 2019 - In linea Elite: 28ª